# Mr. Magoo
Mr. Magoo è un personaggio immaginario protagonista di una serie di 53 cortometraggi animati prodotti dal 1949 al 1959.

## Storia
Il personaggio venne ideato nel 1949 da John Hubley per la United Productions of America (UPA), uno studio di animazione costituito da disegnatori fuoriusciti dalla Disney.
Dopo la produzione di numerosi cortometraggi cinematografici, Mr. Magoo apparve in alcune trasposizioni animate di classici della letteratura come Il cantico di Natale di Mr. Magoo o Biancaneve, dove il personaggio compare in vari ruoli, e in tre serie televisive animate sempre prodotte dalla UPA.
Vennero poi prodotti alcuni lungometraggi animati, un omonimo film live action nel 1997 e una nuova serie televisiva animata nel 2019.

## Caratterizzazione del personaggio
Quincy Magoo è un ricco pensionato, basso, calvo e molto miope, caratteristica che, unita al suo ostinato rifiuto di ammettere il problema, lo porta ogni volta a finire in situazioni pericolose (in genere senza che si renda mai conto dei pericoli che corre) dalle quali scampa ogni volta incolume grazie a eventi fortuiti. Ha un nipote di nome Waldo e un cane di nome McBarker (Ciccio nel doppiaggio italiano).
Secondo il Washington Post, rappresenterebbe una satira dell'epoca della "caccia alle streghe" durante la stagione del maccartismo americano, il periodo in cui il timore del comunismo negli Stati Uniti portò ad eccessi repressivi, simboleggiando l'uomo miope che non vede oltre il proprio naso.

## Filmografia
Cortometraggi cinematografici
- Corti di Mr. Magoo (1949-1960)

Serie televisive
- Mister Magoo (anche nota come The Mr. Magoo Show, 1960-1961)
- Le avventure di Mr. Magoo (The Famous Adventures of Mr. Magoo, 1964-1965)
- Grande, piccolo Magoo (What's New, Mr. Magoo?, 1977)
- Mr. Magoo (2019)